# IJzerkoekje
Een ijzerkoekje is een ovaal smeuïg koekje van ruim een halve centimeter dik met een karakteristieke kaneelachtige smaak. De koekjes stammen uit Vlaardingen en worden (niet helemaal gaar) gebakken op een geruite ijzeren plaat, wat voor een karakteristiek patroon zorgt.

## Oorsprong
Volgens de overlevering was het kruidenier Daatje de Koe (1838–1915) die als eerste Vlaardingse ijzerkoekjes maakte. Zij verkocht in 1910 haar bakkerswinkel in de Hoogstraat aan de familie van Deventer, die tevens het recept overnam. Nadien is het product door verschillende Vlaardingse bakkers in het assortiment opgenomen. Onderzoek van de Vlaardingse bakker Hazenberg in streekarchieven suggereert echter dat het koekje ouder is en stamt uit de 18e eeuw.
Door de samenstelling van het deeg en de bereidingswijze blijven de koekjes lang smakelijk. Om die reden waren ze vroeger populair onder Vlaardingse vissers, en later ook andere vissers. IJzerkoekjes hebben bovendien een hoge voedingswaarde en werden mogelijk ook om die reden meegenomen naar zee.
Er hebben lange tijd twee typen ijzerkoekjes bestaan, dikkere voor bij de koffie en dunnere voor bij de thee. Tegenwoordig zijn de ijzerkoekjes verkrijgbaar bij de meeste Vlaardingse banketbakkers. Ook zijn er speciale ijzers in de handel om zelf de koekjes te kunnen bakken en is er – in Vlaardingen – 'ijzerkoekjes-meel' verkrijgbaar.

## Bereidingwijze
Het recept van ijzerkoekjes  is op weinig plaatsen vastgelegd  en er bestaan mede daardoor verscheidene varianten. Doordat er behalve bloem in hedendaagse recepten relatief veel boter en suiker verwerkt wordt, zijn de koekjes erg machtig. Het kaneel geeft de speciale smaak, samen met de wijze van (kort) bakken op het speciale ijzerkoekijzer waardoor het koekje niet helemaal gaar wordt. De toevoeging van ei, wat sommige recepten voorschrijven, is daarom riskant. Andere toevoegingen kunnen zijn koekkruiden, melk en vanille.
Oorspronkelijk werden de koekjes vermoedelijk in een soort wafelijzer geklemd en niet eenzijdig gebakken. Het gebruik van deze bakijzers zou de naam van het koekje verklaren.

## Sri Lanka
Op Sri Lanka kent men koekjes onder vrijwel dezelfde naam. Deze worden tot de lokale keuken gerekend en zijn ontstaan binnen de Burgher-gemeenschap, een ethisch gemengde bevolkingsgroep, met deels Europese voorouders, onder wie de Dutch Burghers. De Vereenigde Oostindische Compagnie had ruim een eeuw een belangrijke positie op het eiland. De koekjes heten er 'ijzers'  of 'ijzer koekjes' en worden gemaakt met tarwebloem, suiker, ei, kokosmelk, kaneel, kruidnagel en zout. Boter of olie wordt alleen gebruikt om het bakijzer mee in te vetten. De ijzer koekjes worden direct na het bakken om een stokje van 1–1,5 cm diameter gerold. Ze zijn volgens het boek Sweet Treats around the World verwant met stroopwafels